# 花時計 (Flowerのアルバム)
『花時計』（はなどけい）は、2015年3月4日に発売されたFlowerによる2枚目のオリジナルアルバム。

## 概要
前作『Flower』よりおよそ1年ぶりとなるアルバム。「1CD」「2CD+Blu-ray」「2CD+DVD」の3形態でリリース。「2CD」には、オリジナルアルバムに加えてカバーアルバム『Flower Clock -covers-』が付属されている。
オリジナルアルバムには、「秋風のアンサー」などの表題曲やカップリング曲を含んだ全13曲、カバーアルバムには、シングル曲としても発売された「恋人がサンタクロース」を含んだ全8曲が収録されている。Blu-ray/DVDには全5曲のMusic Videoが収録されている。
なお、武藤千春在籍時にリリースされた楽曲はすべて「version 2015」と表記され、武藤のパートを再収録したものになっている。

## 収録曲

### DISC 1/CD
1. 花時計〜Party's on!! (4:11)
作詞：小竹正人、作曲：Yoko Hiramatsu・Erik Lidbom、編曲：Erik Lidbom for Hitfire Production
2. 秋風のアンサー（version 2015） (4:48)
作詞：小竹正人、作曲：鈴木まなか・Carlos K.、編曲：Carlos K
8thシングル
3. 青いトライアングル (3:47)
作詞：小竹正人、作曲：小形誠、編曲：MANABOON
4. さよなら、アリス (4:48)
作詞：小竹正人、作曲：Soullife、編曲：川口大輔
9thシングル
日本テレビ系『スッキリ!!』2015年2月度テーマソング
5. 熱帯魚の涙（version 2015） (4:42)
作詞：小竹正人、作曲：SKY BEATZ・FAST LANE、編曲：SKY BEATZ
7thシングル
日本テレビ系『スッキリ!!』2014年5月度エンディングテーマ
6. Dolphin Beach（version 2015） (4:22)
作詞：小竹正人、作曲：SKY BEATZ・SHIKATA・CASPER・MAXX、編曲：SKY BEATZ
7thシングルのカップリング曲
7. Flower Garden（version 2015） (3:35)
作詞：小竹正人、作曲：Caroline Gustavsson・DAICHI・Shunsuke Harada、編曲：Shunsuke Harada
8thシングルのカップリング曲
8. Dreamin' Together feat. Little Mix (4:56)
作詞：松尾潔、作曲：松尾潔・和田昌哉、編曲：Pochi
Little Mixとのコラボ楽曲
9. あの日のさよなら (4:55)
作詞：Satomi、作曲：DJ DECKSTREAM
10. Spring has come (4:36)
作詞：小竹正人、作曲：Lazy-Q・SigN、編曲：Soundbreakers
11. 七色キャンドル (4:26)
作詞：小竹正人、作曲：TAKAROT・SHUHEI、編曲：TAKAROT
12. 時間旅行 (6:34)
作詞：小竹正人、作曲：加藤有加利、編曲：中野雄太
13. 白雪姫 〜orchestra mix〜（version 2015） (4:39)
作詞：小竹正人、作曲：Hiroki Sagawa from Asiatic Orchestra、編曲：soundbreakers
ボーナストラック

### DISC 2/DVD
| #         | タイトル                               | 作詞  | 作曲・編曲 | 時間 |
| --------- | -------------------------------------- | ----- | ---------- | ---- |
| 1.        | 「let go again feat.VERBAL（m-flo）」  |       |            | 8:26 |
| 2.        | 「熱帯魚の涙」                         |       |            | 5:21 |
| 3.        | 「秋風のアンサー」                     |       |            | 5:24 |
| 4.        | 「さよなら、アリス」                   |       |            | 7:08 |
| 5.        | 「Dreamin' Together feat. Little Mix」 |       |            | 5:30 |
| 合計時間: | 合計時間:                              | 31:49 |            |      |

### DISC 3/CD
Flower Clock -covers-
1. secret base〜君がくれたもの〜 (5:19)
ZONEによる楽曲のカバー
2. TOMORROW 〜しあわせの法則〜 (4:02)
作詞：CHARNINMARTIN/訳詞：片桐和子、作曲：STROUSE CHARLES、編曲：川口大輔
9thシングル
『ANNIE/アニー』日本語吹替版主題歌
3. SWEET MEMORIES (4:20)
4. 恋人がサンタクロース（version 2015） (4:52)
作詞・作曲：松任谷由実、編曲：Maestro-T
4thシングル
5. 恋におちたら（version 2015） (4:28)
作詞：H.U.B.、作曲：坂詰美紗子、編曲：Soundbreakers
6. Baby Don't Cry (4:14)
レイラ・ハサウェイによる楽曲のカバー
7. let go again feat.VERBAL（m-flo） (6:03)
作詞・作曲：m-flo、YOSHIKA
m-floの「let go」の続編
8. 何度でも（version 2015） (3:42)
作詞：吉田美和、作曲：中村正人・吉田美和、編曲：DAISUKE KAWAGUCHI